# 브록 피터스

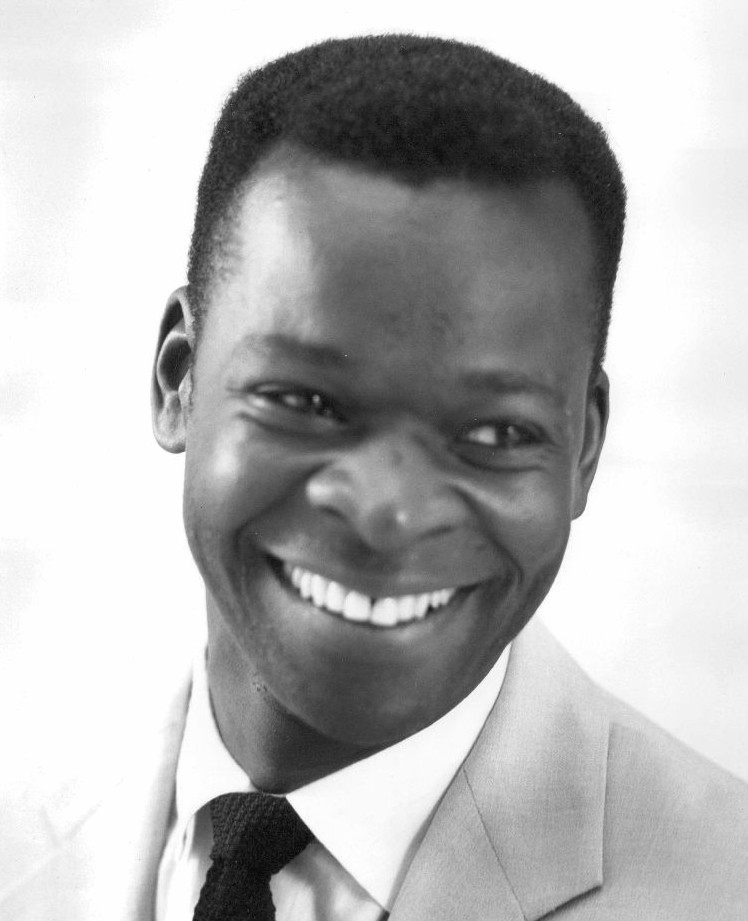

브록 피터스(Brock Peters, 1928년 7월 2일 ~ 2005년 8월 23일)는 미국의 텔레비전 배우, 영화배우, 배우, 연극 배우, 성우이다.
뉴욕에서 태어났으며 로스앤젤레스에서 사망하였다. 사인은 췌장암이다.  포리스트 론 메모리얼 파크에 매장되었다.

## 영화
- 쏜베리의 가족 탐험대 - 극장판 (2002년)
- 미시시피의 유령 (1996년)
- 고양이 특공대 (1993년)
- 임포턴스 오브 비잉 어니스트 (1992년)
- 사랑과 배신 (1992년)
- 할아버지의 비밀 (1992년)
- 스타 트랙 6 - 미지의 세계 (1991년)
- 엘리게이터 2 (1991년)
- LA 대지진 특급 (1990년)
- 사라진 제이미 (1988년)
- 굿바이 베트남 (1988년)
- 스타 트랙 4 - 귀환의 항로 (1986년)
- 카리브해의 비밀 (1983년)
- 허클베리 핀의 모험 (1981년) - 짐 역
- 뿌리 - 그 다음 세대 (1979년)
- 블랙 뷰티 (1978년)
- 2분 경고 (1976년)
- 로스트 인 더 스타스 (1974년)
- 더 영 앤 더 레스트리스 (1973년)
- 소일렌트 그린 (1973년)
- 지옥의 신디 케이트 (1973년)
- 던디 소령 (1965년)
- 전당포 (1964년)
- 곤 알 더 데이스 (1963년)
- L자형 방 (1962년)
- 알라바마 이야기 (1962년) - 톰 로빈슨 역
- 포기와 베스 (1959년)
- 애즈 더 월드 턴즈 (1956년)
- 딜론 보안관 (1955년)
- 카르멘 존스 (1954년)